# Antióchia közösség
Az Antióchia olyan plébániai alapokon szerveződő, 16-25 éves fiatalokat magában foglaló katolikus lelkiségi mozgalom, melynek tagjai a római katolikus egyház tanítását vallva egymást segítik hitük mindennapi megélésében, aktívan részt vesznek saját plébániájuk életében, és fontosnak tartják a fiatalok közt végzett evangelizációt. Nevét a korai kereszténység történetében kiemelkedő szerepet játszó Antióchia városáról kapta, ahol az Újszövetség szerint „először nevezték a tanítványokat keresztényeknek." (ApCsel 11, 26).

## Története
Az Antióchia programot 1960-ban fejlesztették ki jezsuita atyák az Egyesült Államok Indiana államában található Notre Dame Katolikus Egyetemen. Az eredeti programot egyetemistáknak szánták, de 1973 óta kiterjesztették középiskolás korúakra, és plébániai alapra helyezték. Ebben a formában vitte Ausztráliába a Pirola család, ott ők indították útjára a mozgalmat. Azóta csak Ausztráliában legalább háromszáz plébánián működik, de más kontinenseken is elterjedt.
Magyarországra ezt a közösségi formát a budapesti Szent Rókus plébánia nyolc fiatalja, egy házaspár és egy pap hozta 1994-ben, az ausztráliai Antióchia-közösségek segítségével. Azóta már országszerte számos plébánia megismerkedett az Antióchiával. 2009-ben húsz közössége működött.

## Tevékenysége

### Célja és tagjai
Az Antióchia lelkiség célja, hogy tagjai az imádság, a Szentírás tanulmányozása, a keresztény közösségi élet megtapasztalása és a katolikus hit aktív megélése révén Krisztus-központú közösséget alkossanak. Az Antióchia közösség mindig egy-egy plébánia 16-25 éves fiataljainak ifjúsági közösségét jelenti (általában huszonnégy-huszonöt évesen csökkentik és abbahagyják aktív tevékenységüket ebben a közösségben, hiszen élethelyzetük – a munka és a családalapítás kapcsán – ebben az életkorban változik), ahol mindenkinek megvan a saját szerepe. Minden társadalmi rétegből származó fiatal megtalálható a körükben, az iskolázottság, a származás szerinti rétegeződés nem jellemző. Bár gyakori a főként középiskolásokból és felsőoktatásban tanulókból álló mag, de a diákokon kívül sok Antióchia-közösségben dolgozók és adott esetben munkanélküliek is vannak együtt. Aktívan részt vesznek a különféle plébániai tevékenységekben, például a ministrálás mellett több helyütt bevonják őket a bérmálási fölkészítésbe is.

### Közösségi összejövetelek
Hetente kb. két órás imatalálkozóra gyűlnek össze rendszerint egy plébániai vasárnap esti szentmise után. Az imatalálkozó fő elemei egy „bevezető", kiscsoportos beszélgetés és közös imádság. A középpontban az ima áll, emellett rövid felvezetések, a fiatalok által elmondott úgynevezett „bevezetők" formájában a fiatalságot érintő kérdések is előkerülnek, amelyeknek egyházi és hitbeli vonatkozásai vannak. Ez állandó lehetőséget kínál arra, hogy meghallgassák egymást, megbeszéljék és jobban megértsék, mit jelent ma katolikusnak lenni. Az együttléteket zenével színesítik. Az imatalálkozók mellett a közösségi tagok közösen sportolnak, kirándulnak, karitatív tevékenységet folytatnak. Rajtuk keresztül erősödik a családok bekapcsolódása is a plébániai életbe, az Egyházba.

### Országos rendezvények
Az Antióchia-közösségek tudnak egymásról és közös vezérfonal alapján működnek, de mindegyik önálló, mivel a módszer lényegéhez tartozik – a lényegi keretek megtartásával – a helyi plébániai, társadalmi sajátosságokhoz való rugalmas alkalmazkodás. Egymás közötti kapcsolataik építését szolgálják az ismétlődő országos rendezvények: SZIV találkozó (Szülőházaspárok és Ifjúsági Vezetők találkozója), Antióchia Kupa sportverseny, év végi hálaadó Te Deum, Antióchia Farsang, zenei találkozók stb. A mindig más Antióchia-közösség által megrendezett Antióchia Kupa általában pénteken este a közösségek bemutatkozásával kezdődik, majd a résztvevők kisebb csoportokban városismereti vetélkedőre indulnak. A napot szentségimádás zárja. Szombaton, a reggeli szentmise után kezdődnek a versenyek különböző versenyszámokban (röplabda, kosárlabda, foci, teremhoki, méta, sorversenyek, activity, pingpong). Az Antióchia Kupát az egykori budapesti Szent Rókus Antióchia közösség tagjai alapították, a közösségek találkozásának, tartalmas együttlétének céljából.

### Antióchia Hétvége
Az Antióchia lelkiségében hangsúlyt helyeznek a szentségekre és a személyes kapcsolatokra. Keretében nagy figyelmet kap a barátság és a vezetőképesség, mivel az Antióchia a fiatalok vezetése és közreműködése által él. Ők vezetik a heti imatalálkozókat és a félévenként megtartott Antióchia Hétvégéket: bevezetőket mondanak, beszélgetéseket, csoportokat, imákat, játékokat vezetnek, részt vesznek a zeneszolgálatban, és mindenekelőtt szolgálják, támogatják egymást, meghallgatják a másikat, megosztják élményeiket.
Az Antióchia az azonos korúak vonzására épül. A közösséghez a fiatalok társaik meghívására rendszerint az ún. Antióchia Hétvégén keresztül csatlakoznak. Olyan, az adott plébánia vonzáskörzetéhez tartozó fiatalokat hívnak meg, akiket szívesen látnának később is a hetente megtartott találkozókon. Az Antióchia Hétvége egy félévente (rendszerint ősszel és tavasszal) rendezett, péntek estétől vasárnap estig tartó háromnapos hétvégi lelki program az új tagok meghívására, a közösség megújulására és e közösségi forma átadására más, érdeklődő plébániáknak.
Bevezető előadások, beszélgetések, közös ima, zene és pihenés alkotja a programot, amely nagy hangsúlyt fektet a Szentírásra, a kiengesztelődés szentségére és az Eucharisztiára. Az ifjúságra szabott program során előkerülnek a katolikus hit legfontosabb kérdései, elsősorban tanúságtétel formájában. Tizenhárom bevezető előadás hangzik el, előzetes tematika szerint: Isten hívása, imádság, eucharisztia, közösség, misszió, önismeret, stb. témakörben. Az előadásokat a résztvevők kiscsoportos beszélgetésekben, szerepjátékokban dolgozzák fel.
A hétvégét plébánián vagy környékbeli iskolában tartják. Minden étkezést a plébániához tartozó családok készítenek és szolgálnak fel, együtt a résztvevők fiatalabb testvéreivel. Péntek és szombat éjszaka a résztvevőket plébániai családok fogadják be otthonaikba „alvócsoportokban”, amelyek általában 5 fiúból vagy 5 lányból állnak. Minden résztvevőt felkérnek, hogy adományával járuljon hozzá a hétvége költségeihez. Az így összegyűlt összeg fedezi az étel, ital, bibliák, (minden résztvevő kap egy kisméretű Újszövetséget), gyertyák, dekoráció, postaköltség, sokszorosítás stb. költségeit. A hétvégét imáikkal erősen támogatják a plébániához tartozó családok és más Antióchia-közösségek. Sok közösségben minden egyes résztvevőnek saját „imacsaládja” van a hétvége alatt.
A hétvégét követi az igazi közösségépítés: hétről hétre meg kell valósítaniuk, amit hisznek és vallanak, a másik szeretetét, a közösségi munka vállalását. Az Antióchia Hétvége hivatalos folytatása a heti imatalálkozó, de ide tartozik a hétköznapi szentmisék csoportos látogatása, az apostoli és a szociális tevékenység, közös sport, kirándulás is.
Az első magyarországi Antióchia Hétvégét a budapesti Szent Rókus Plébánia Antióchia közössége tartotta 1995 februárjában.

### Missziós lelkület
Az Antióchia közösségekre jellemző a missziós lelkület. A fiatalok az „anya-plébániáról” gyakran részt vesznek egy-egy új közösség megalakításában. Korosztályuk tagjait közösségbe hívják, saját hitükről vallanak, a közösség életéről beszélnek. Elsősorban azokat a fiatalokat szólítják meg, akik nem tartoztak korábban már valamelyik közösséghez. A missziós működés kiterjed azokra, akik „csak úgy vannak” a templomban, vagy a padsorok mögött állnak a szentmisén. Templomon kívülről is meghívják azokat a kereső fiatalokat, akik még nem találkoztak Jézussal, vagy akik eltávolodtak az Egyháztól. Ez a tanúságtétel folyamatos kihívást jelent az Antióchiában, sokszor fáradságos, nemegyszer kudarccal járó, apostoli munka, amely bátor kiállást és elkötelezettséget igényel. Nem azzal hívják az újakat, hogy ott jó lesz nekik, hanem hogy a meghívottak talentumára van szüksége a közösségnek.

### Új közösség alapítása
Az Antióchia plébániáról plébániára terjed. Az érdeklődő plébánia elküld egy ideális esetben kb. 10 fiatalból álló csoportot egy házaspárral és esetleg egy pappal vagy szerzetessel egy másik plébániára, ahol ez a csoport részt vesz egy Antióchia Hétvégén. Ezután következik a 3-6 hónapos formálódási idő, amely alatt a kezdő csoport meghív másokat, hogy csatlakozzanak hozzájuk, amíg kb. 20-25-en nem lesznek. Ez a 20-25 fő – a felnőtt támogatókkal együtt – alkotja az első team-et. Amikor kialakult a team, legalább két hónap felkészülési idő után megtartják első saját plébániai Antióchia Hétvégéjüket, amelyen szintén részt vehet már egy másik, újabb plébánia csoportja. Fontos szempont, hogy a létszám növekedése nem mehet a hitben való elmélyülés rovására.

### A közösség támogatói
A felnőtt támogatás alapvető az Antióchia közösségekben. Bár kevesen vannak és a háttérben maradnak, nagyon sok mindenben segítik a fiatalokat. A papok jelenlétükkel és lelki vezetőként vesznek részt a közösség életében. Az Antióchia közösség nem igényli a külön papi vezetőt, hiszen minden csoport saját plébánosához és káplánjához kapcsolódik. A szerzeteseknek is fontos támogató szerepük van, a közösségben tanúságot tesznek szerzetesi hivatásukról. A legfontosabbak azonban a házaspárok, különösen az egyes plébániai Antióchia-közösségeket összefogó és kísérő „szülőpár", akik megnyitják otthonukat a fiatalok előtt – a heti találkozókat a közösségek gyakran náluk tartják –, és megosztják velük az egymásban és az Úrban való bizalmukon alapuló házasság szentségébe vetett hitüket. A szülőpárok általában olyan házaspárok korosztályába tartoznak, akik családjukban, saját gyermekeikkel már átélték a kamaszkort, az önállósulás, a leválás nehézségeit. Nem bírálják, nem kritizálják, hanem elfogadják az Antióchia-közösségükbe tartozó fiatalokat az éppen leginkább szorító problémáikkal együtt, s ezek megoldásában támogatást adnak. A felnőttek ugyanakkor az állandóságot is biztosítják, hiszen a közösséghez rendszeresen új fiatalok csatlakoznak, akik aztán néhány év elteltével távoznak, hogy más keretek között éljék meg keresztény katolikus életüket.
Rendszerint két fiatal, egy házaspár és szerzetes vagy pap alkotja az „összekötő teamet". Szerepük az, hogy megőrizzék a mozgalom irányultságát és lelkületét, megkönnyítsék a közösségek kommunikációját, ugyanakkor az érdeklődők felé képviseljék a lelkiséget.